# 台鐵DR2800型柴聯車
臺鐵DR2800型柴聯車是臺灣鐵路管理局於1982年引進的冷氣空調柴油客車，是臺鐵第一款裝有冷氣空調的柴油客車，由東急車輛製造:93，於同年6月1日以「自強號」為名正式啟用。1980年代因應北迴線通車、宜蘭線雙線化通車，以及臺東線等非電氣化鐵路區間之城際列車需求而購置。2020年12月23日南迴線電氣化全線通車，臺灣環島鐵路幹線已無非電氣化區間，加上2021年開始新型電聯車自強號EMU3000型陸續開始交車，柴油自強號的使用需求不再，2023年4月26日改點後正式退役，結束在臺灣東部幹線長達41年的行駛。

## 概要

### 引進簡史
在臺灣1970年代的十大建設計畫中，北迴線的建設計畫成為了當時重要的鐵路工程之一，連接了宜蘭線的南聖湖站與花蓮站，1980年2月正式通車:102-103:134。隨後，1982年7月臺東線完成了從原本的762mm軌距拓寬到1,067mm軌距的軌道拓寬工程:93:119，使得宜蘭線、北迴線以及臺東線成為臺灣東部地區鐵路運輸的主要幹線:120-123。
儘管當時的東部幹線有柴電機車牽引的莒光號列車和1966年引進的東急車輛製造DR2700型柴油對號特快列車:117，但這些列車在舒適性和運行速度上仍有不足。莒光號列車雖設有空調系統和豐富的車內設施，但由於柴電機車牽引，其行駛速度較慢；而柴油對號特快列車雖速度較快，但缺乏空調系統，然而由於東部幹線尚未電氣化，西部幹線的自強號電聯車無法行駛，無法達到西部幹線自強號的服務水準。為了提升東部幹線的運輸效率和服務品質，臺灣鐵路管理局決定引進新型列車:117。
1982年1月，臺鐵向日本東急車輛公司訂購了DR2800型柴聯車:93。這種新型列車以其高速運行和先進的車內設施而聞名，每輛動力車造價約40.7萬美元，電源拖車則約36.2萬美元。列車分別於1982年4月30日、5月10日和5月17日抵達基隆港，經過試運轉和各項測試後，於1982年6月1日開始在臺北至花蓮路段運行自強號服務，票價為新臺幣269元；臺北至宜蘭間的票價則為新臺幣125元。同年9月30日起，DR2800型列車開始在臺北至臺東間行駛，票價為新臺幣493元:117。DR2800型亦成為東部幹線首款裝有冷氣空調的柴油客車。
最初臺鐵購入了10組DR2800型列車，但由於其快速的運行速度和高級的內裝設施，座位經常供不應求。因此，1983年11月23日臺鐵決定再次購進5組列車:106，這些列車於1984年9月抵達基隆港，並於同年11月5日開始增加班次，使得DR2800型列車總數達到15組45輛，但依舊不敷使用，因此後續又增購DR2900型與DR3000型。

### 營運歷史
歷經多次試運轉和整備後，1982年6月1日開始以「自強號」為名行駛臺北往返花蓮的自強號，同年7月1日為慶祝臺東線完成軌道拓寬工程:93:119特別開行專車從臺北到臺東，但由於剛拓寬的臺東線路基較不穩固，正班車則是直到同年的9月30日才開始行駛至臺東。在長途車次上多半於花蓮站進行增編掛，其中花蓮以北以較長之編組行駛，花蓮以南則因臺東線運量較小而以較短編組行駛:128。直到DR2900型與DR3000型引進後，因控制系統彼此相容，可相互聯掛行駛，因此早期便常態與DR2900、3000型共同連掛運用，然而DR2800型與DR2900/3000型軔機構造有所差異:115，在制軔時會產生頓挫感，因此在2000年後除連續假日外，定期運用已較少與DR2900/3000型共同編組使用:128。1992年1月12日南迴線通車，服務範圍擴大南迴線、屏東線，以及縱貫線南段（至臺南）、縱貫線北段（至樹林）:128，同時偶爾會替駛花蓮機務段EMU500所行駛的區間車。
1989年秋季至1991年底曾行駛屏東線，主要是作為高雄往返屏東間的通勤自強號，還有一往復延駛至枋寮，以1組3輛行駛，取代1985年所行駛的DR2700型柴油客車；在1991年春節等連續假日期間，原行駛屏東線的DR2800型柴聯自強號支援西部幹線或迴送板橋調車場支援東部幹線時，DR2700型則代行其班車，以平快車票價計費。1990年代末由於板橋鐵路地下化開始施工，行駛區間則改成樹林往返臺東。2014年7月16日臺東線全線電氣化完工，加上普悠瑪號列車加入東部幹線運輸，部分行駛直達車的車次改由TEMU2000型行駛。
2018年10月12日起因高雄鐵路地下化新月臺與本型車車門間縫隙過大及門楣過低等因素，故全面退出南迴線、屏東線及西部幹線南段。定期列車改行駛於樹林往返花蓮間班次，僅於連續假期東部幹線開行紅眼自強號班次時行駛至臺東。2019年年底改點，取代使原先樹林往返蘇澳612、613次莒光號列車，改由DR2800型行駛262、261次自強號。
2021年4月2日，因408次往臺東站的太魯閣號列車在清水隧道北口發生撞擊工程車的事故，臺鐵臨時調度DR2800型列車作為接駁列車，進行救援和修復工作。同年4月6日，臺鐵特別指派DR2800型列車從花蓮站開出8725次任務，運送因事故而罹難的408次太魯閣號列車司機的骨灰及其家屬至臺中安葬。途中先在事故現場象徵性接駁袁姓司機員與江姓機車助理，再在樹林站象徵性協助交接班，並完成下班。這也是DR2800型首次進入臺中鐵路高架段。
2020年12月23日南迴線電氣化全線通車，臺灣環島鐵路幹線已無非電氣化區間，加上2021年開始新型電聯車自強號EMU3000型陸續開始交車，柴油自強號的使用需求不再，車次運用大幅縮減，因此DR2800型開始逢三A級檢修屆期就停用不再檢修，2022年3月29日改點行駛列次大幅縮減為樹林往返花蓮間4列次以及樹林往返蘇澳2列次，同年6月29日再次縮減僅剩樹林往返花蓮間2列次，2023年4月26日改點後正式退役，並結束41年對臺灣東部幹線的服務，退役當日臺鐵特別開出6666次專車從樹林開往花蓮作為送別活動。在這41年間鮮少發生故障，即便途中發生故障，也能自主完成行程後返回車廠進行必要的維修，而無需求援。

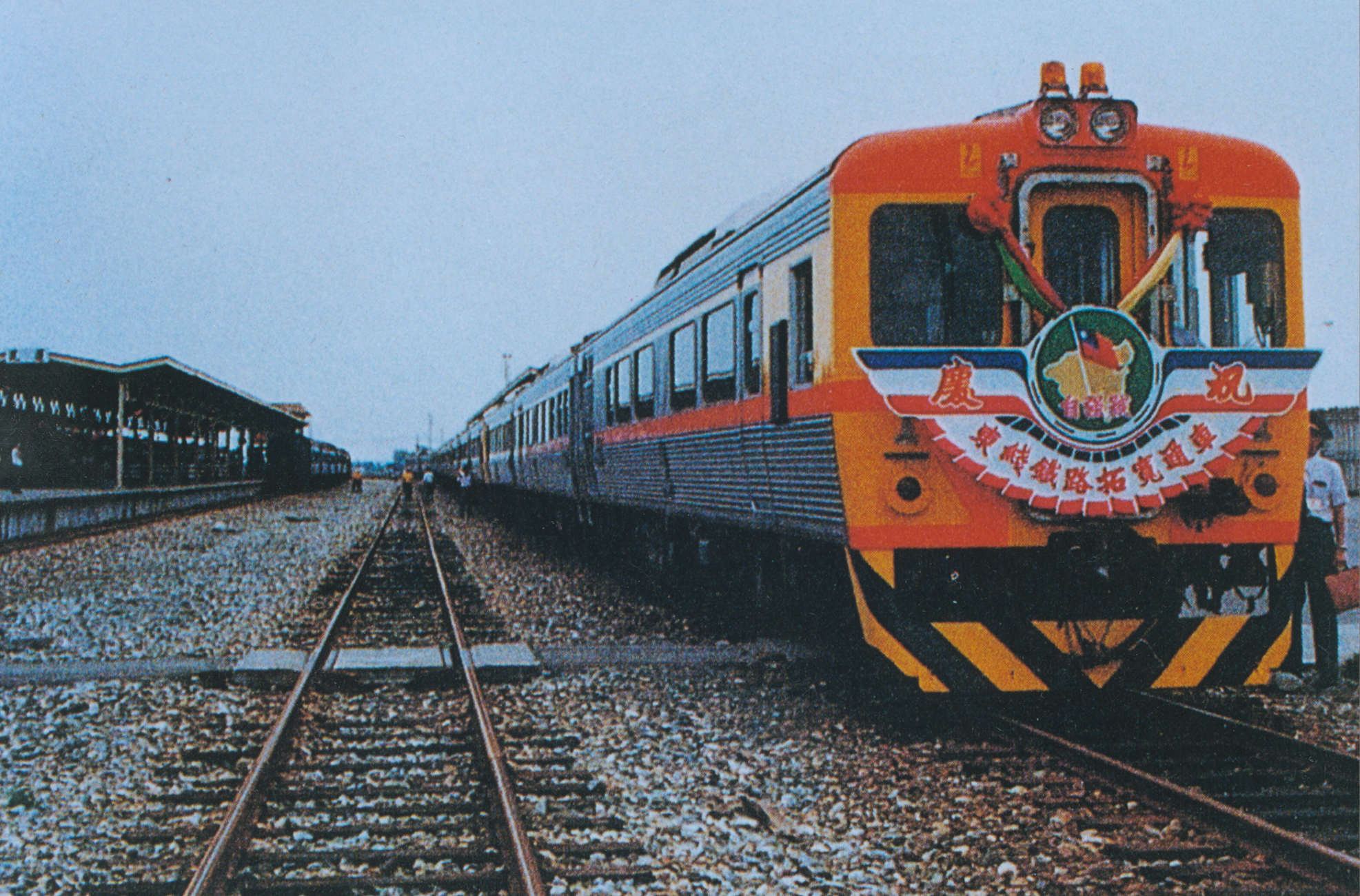
DR2800型柴聯車慶祝東線鐵路拓寬通車銘牌
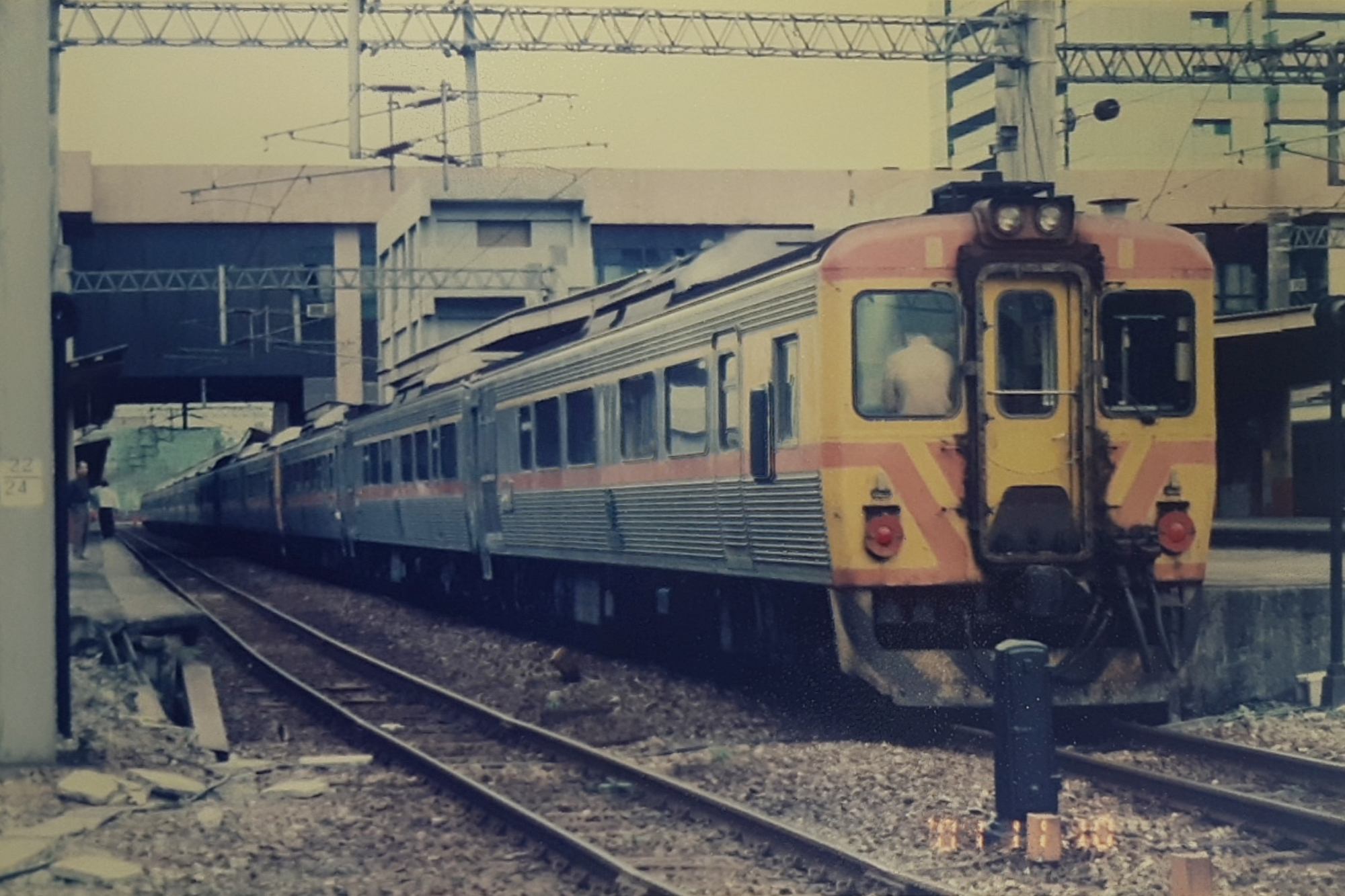
以5組15輛最長編組行駛的DR2800型柴聯車
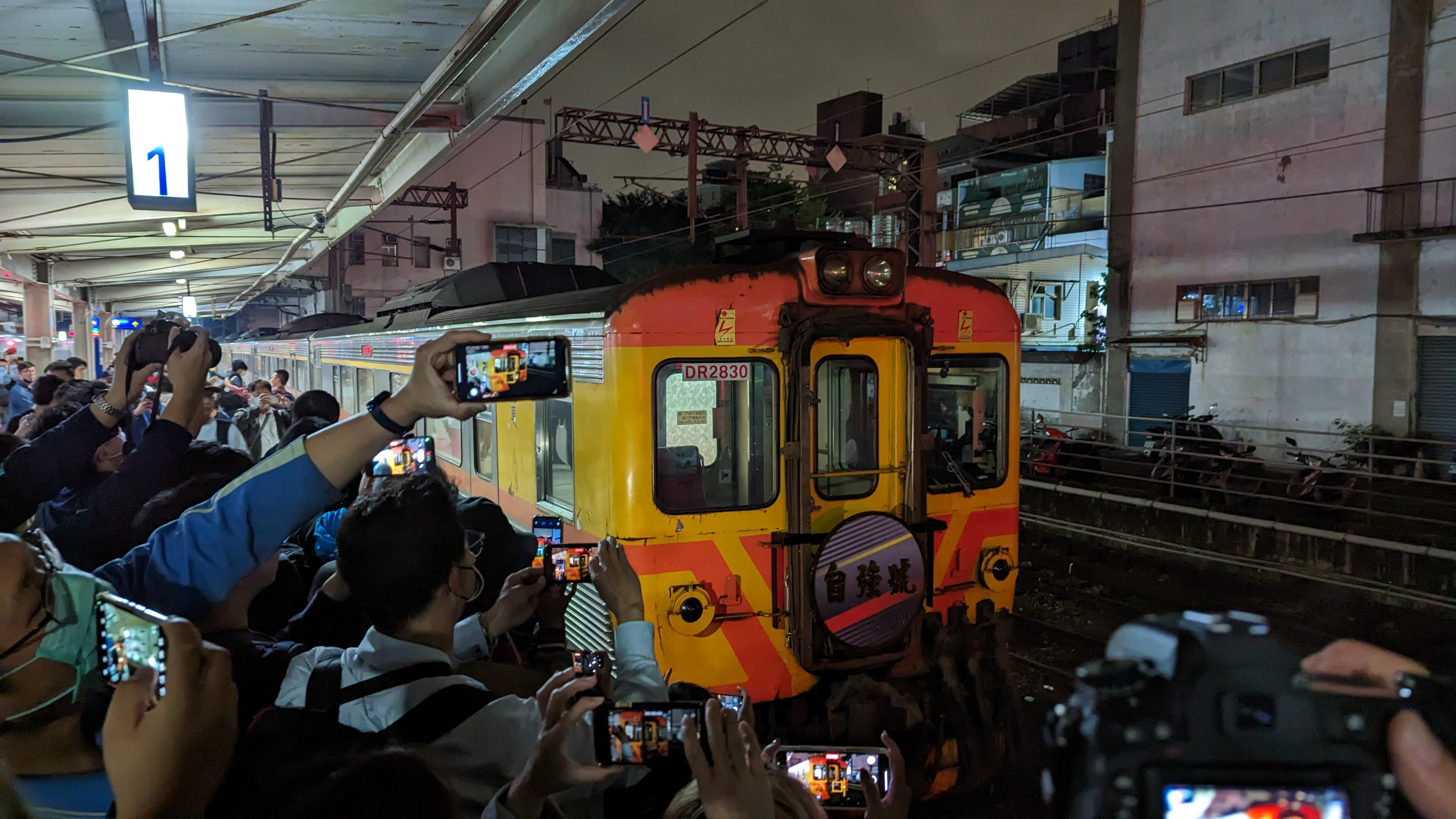
DR2800最末班正班車235次於樹林車站

## 規格與構造

### 設計理念
DR2800型柴聯車於設計規劃時內裝採用EMU100型電聯車的內飾設計:117，座椅、空調系統以及列車服務相關設施使用莒光號的設計，相當於日本綠色車廂等級做整體規劃。車輛性能的部分臺鐵認為DR2700型的性能已經可以滿足需求，因此採用相同列車性能曲線來設計。此外，臺鐵發現行駛於西部幹線的EMU100型以5輛1組的設計運運非常不方便，因此改為3輛1組設計。

### 車體
鑑於臺灣溫暖潮濕的氣候特性，DR2800型是在美國巴德公司技術授權下由日本東急車輛以不鏽鋼製造，使用巴德公司研發的脈衝焊接技術製造車身，設計上以巴德公司生產的RDC-1型以及延續DR2700型車體外型為基礎，車側與初代東急7000系電聯車以及DR2700型採用相同的不鏽鋼強化浪板，可於車廂內的原廠製造銘牌上發現「Licensed by Budd」等授權製造銘牌:117。
DR2800型在車體外觀與DR2700型相似，但仍有多處不同的地方：車窗採用大型窗戶搭配小型窗戶，列車側面於駕駛室車門後方裝上電氣路牌受墊，用於避免列車在高速行駛時交接路牌時因慣性作用敲擊到車身發出巨大聲響以及造成車身損壞；原有路牌受墊，目前已拆除。路牌受墊再後為緊急逃生門，以利於事故發生時可快速疏散乘客。
車身中段於強化浪鈑貼上一片圓形以及長型鋼板標識，以標識鐵路局局徽與車號；乘客上下車門設於車身尾段，新造時為手動摺疊門:117，但於2011年時為了避免乘客因為車門沒關而造成摔出車外的意外事故，DR2800型陸續由秦陽公司南州廠進行改造工程，改造重點為將車門從原先折疊門換成滑塞式電動門，不僅增加了便利性，還減少了因門未正確關閉而導致的意外事件發生。由於需另外裝設自動門聯控的跳線，因此車端面貌有些微的變更，車廂間的跳線由原先的兩條增加為3條，由於空間不足，車尾燈的位置些微移高，電氣尾燈掛勾則由尾燈上方改至尾燈旁；DR2800型因設置落地型空調機:257，故於車體右後端有換氣用的柵欄；車體塗裝上DR2700型車側並無塗裝而為不鏽鋼的原色，與DR2800型車窗部塗裝不同，車頭採用提醒前方的行人注意的警戒色塗裝，車輛塗裝採用車窗的上下邊緣塗裝黃色以及橘色，這項設計不僅增強了車輛的可見性，還提升了乘客的安全感:118。
列車終點顯示器初期採用EMU100型相同的插卡式車側終點顯示器，為了節省更換顯示目的地站名壓克力板的時間以及避免乘客搭錯車，2011年車門更新時，一同更換為三色發光二極體（LED）顯示幕，位置並從車門旁移至車體中段上方，並將車門旁舊插卡式路線牌以鋼板焊接覆蓋，與後續的DR2900 / DR3000型、DR3100型柴聯車與EMU300型電聯車使用同型的顯示幕，成為臺鐵顯示幕的標準。

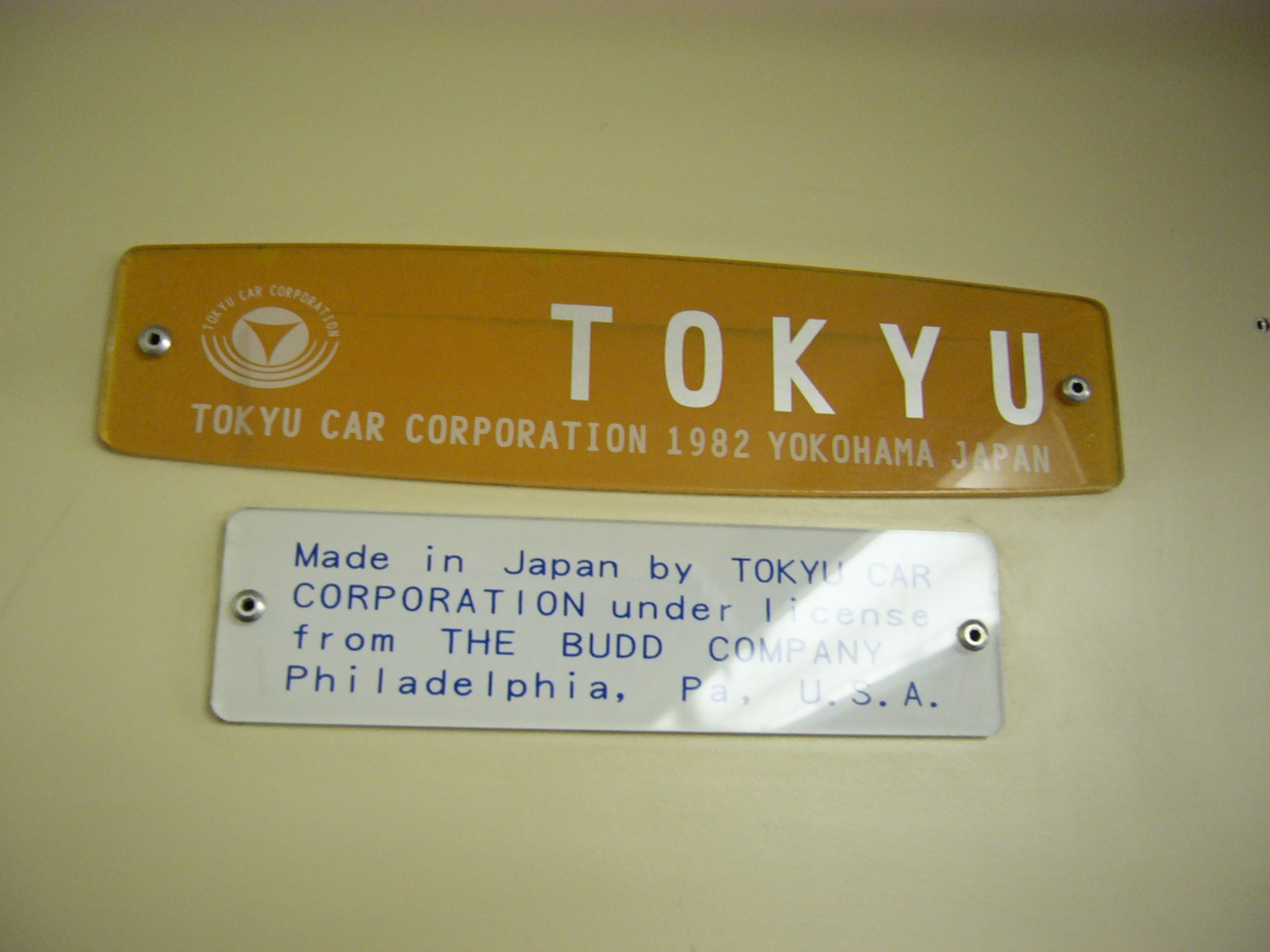
DR2800內的東急車輛銘牌與巴德公司授權製造銘牌
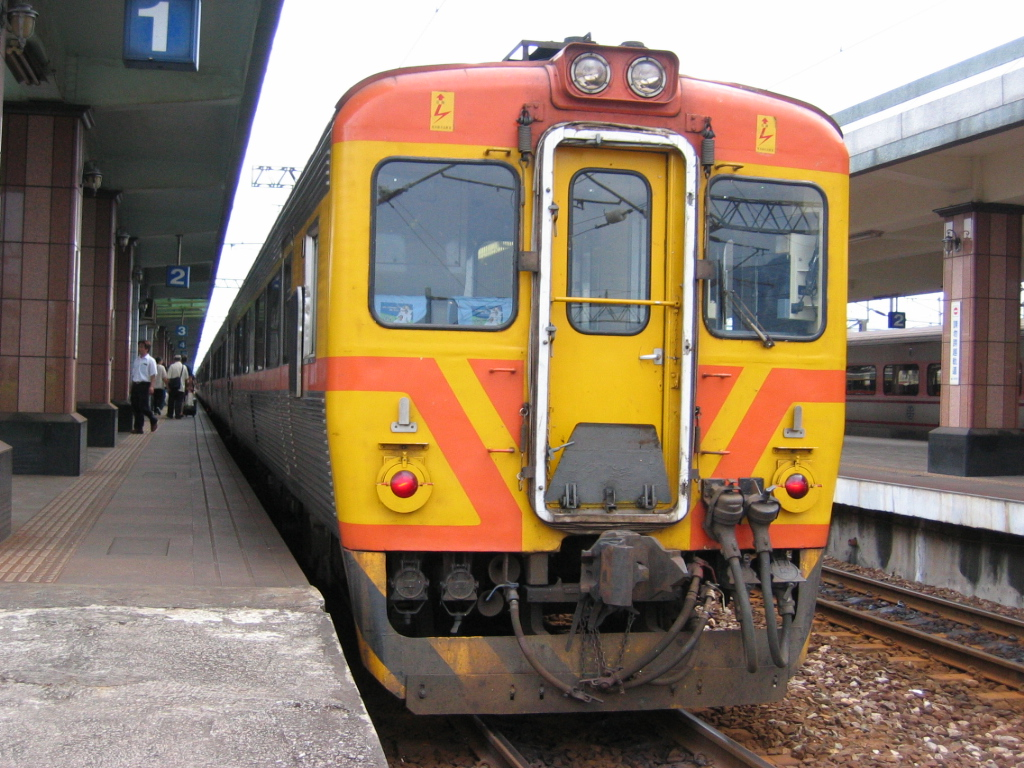
自動門跳線改裝前樣式
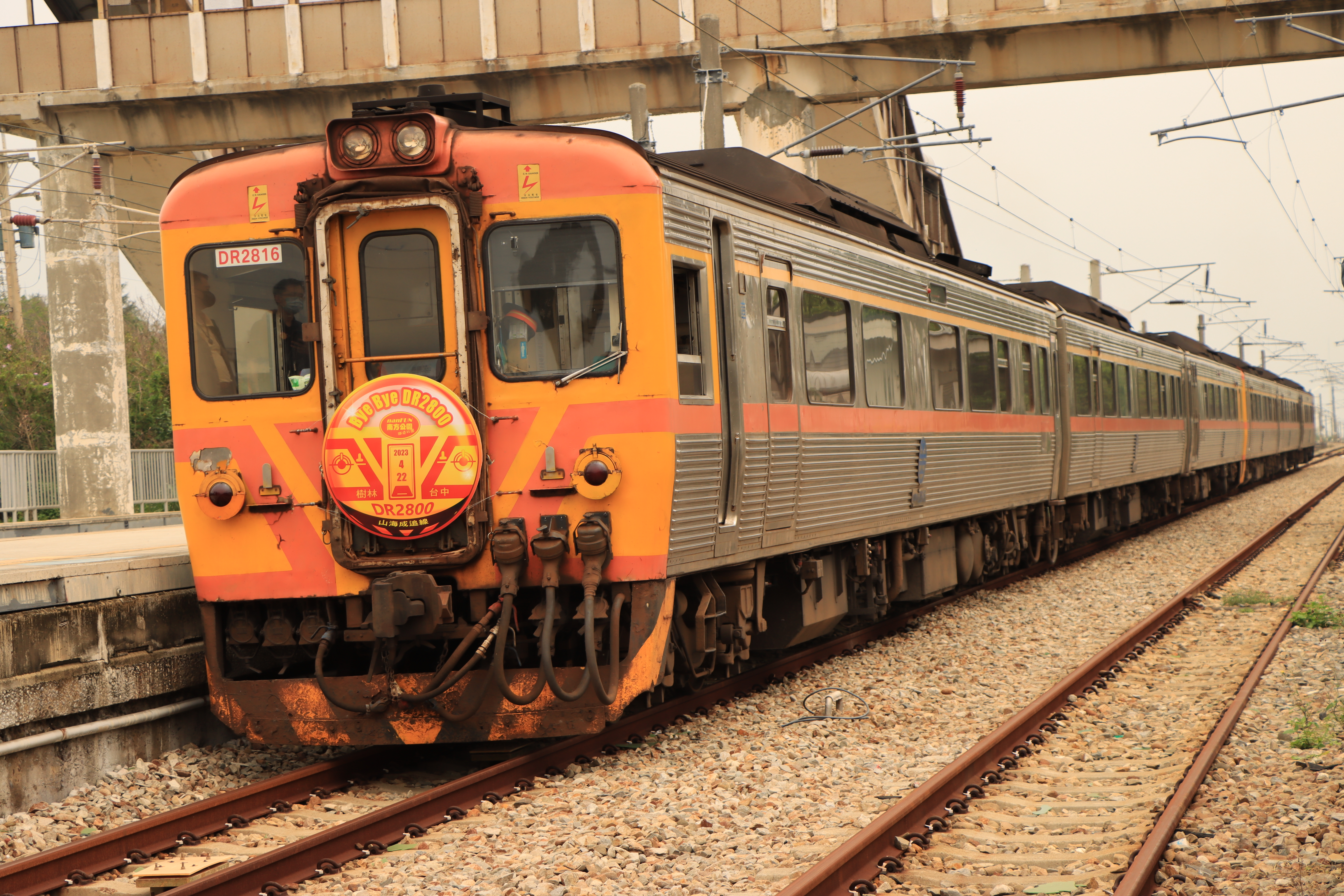
自動門跳線改裝後位置改變情形
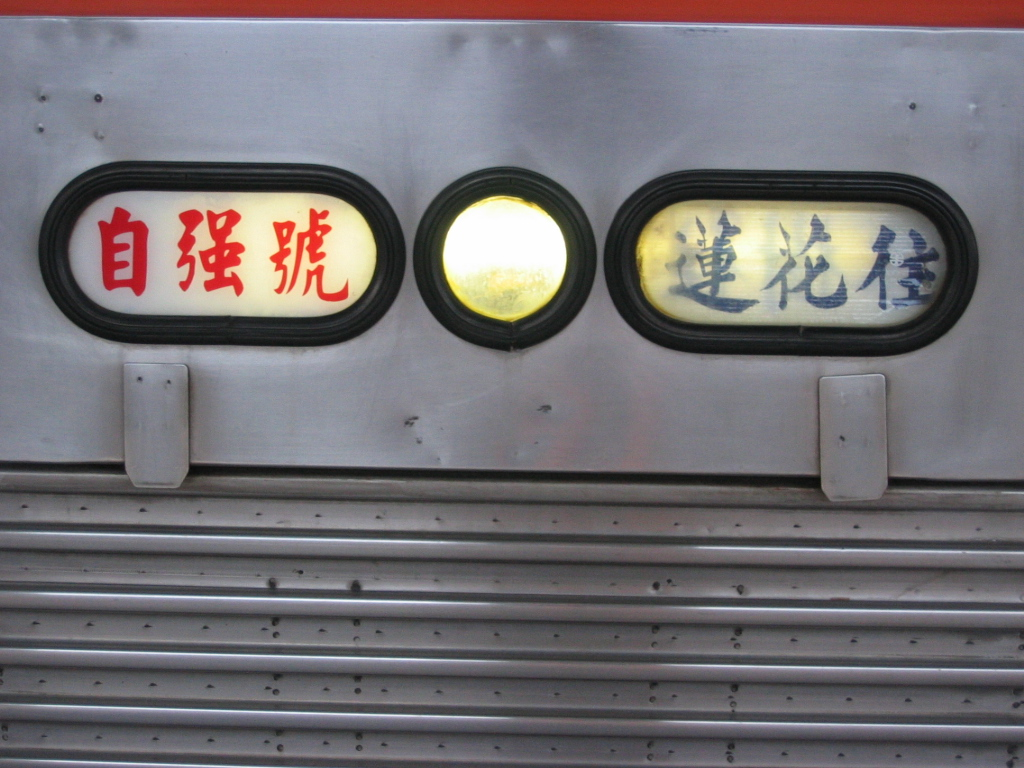
DR2800引進初期所使用的插卡式路線牌
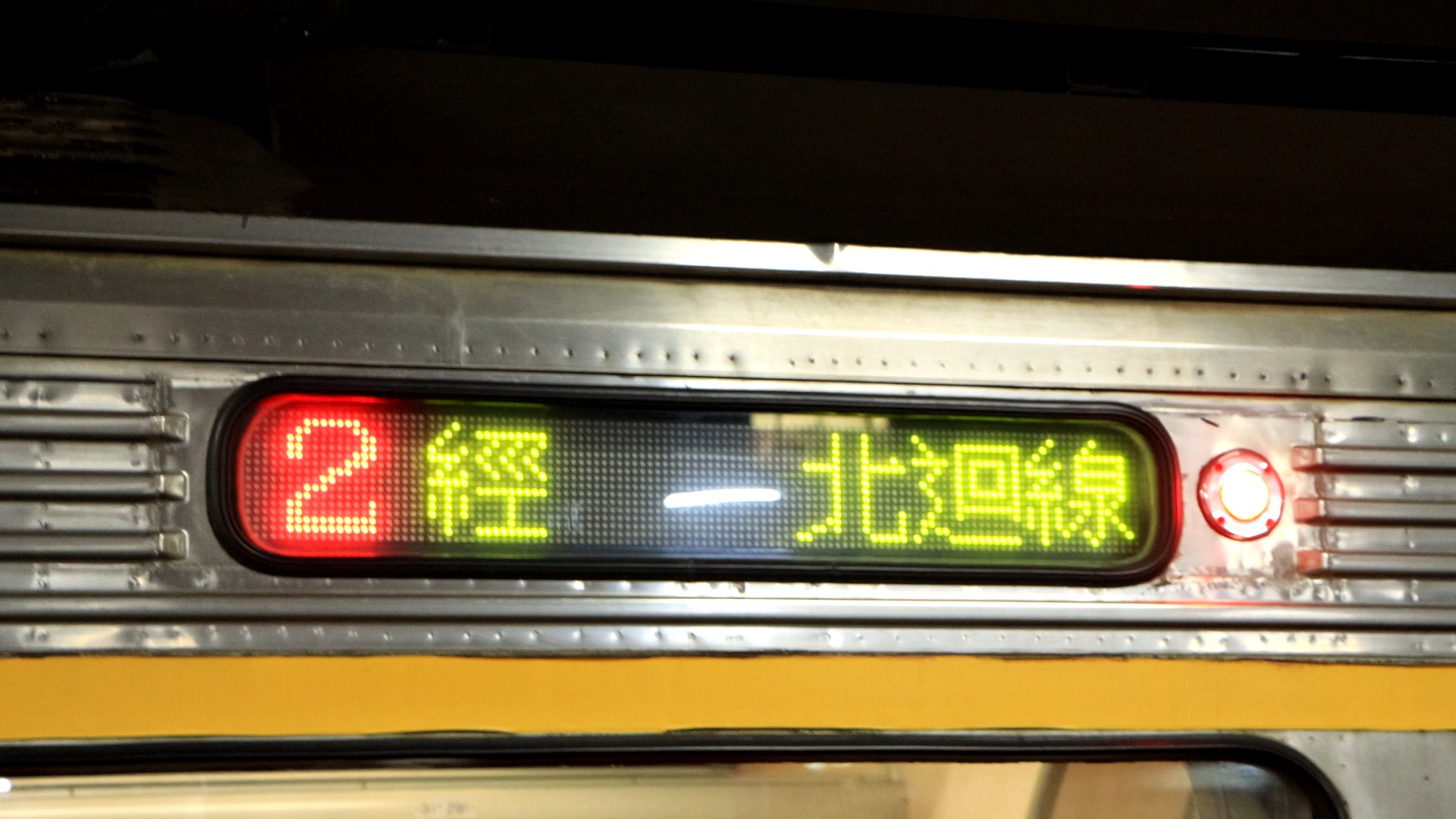
DR2800後來改裝的LED顯示幕

### 客室設備
DR2800型列車最初的內裝設計仿效了自強號電聯車的風格:117，走道鋪設了地毯，牆壁採用木紋壁板，座椅採用與莒光號相同的迴轉式坐臥兩用椅，每行採用2+2配置，並以紅、橘、綠三色交錯的座椅套裝點綴:118，每組座椅間距1,100 mm，窗簾則懸掛有薄紗:116。車內裝備類似於DR2700型柴油客車的月洞門:106，月洞門內配置散熱管線和排煙管，拱門上還飾有金屬裝飾板:117-118。為了簡化維護流程和採購流程，後來取消了窗簾和走道地毯，並統一了座椅絨布的顏色。最初採用類似日本國有鐵道特急列車的踏板開關控制通道門，但隨著引進DR2900與DR3000型列車後，這些門逐步改裝為紅外線感應器，以提升乘客進出的便捷性。
每節車廂的尾部左側設有一組廁所，最初廁所為男女分離式，使用藥水循環系統。然而，隨著列車行駛中不斷使用，容易產生異味，因此臺鐵後來決定將車內廁所改裝為真空循環式，並將一間廁所改建為機械室，以安裝真空廁所設施，使得廁所變成男女共用，直立式冷氣空調機設置在廁所對面的位置，由於部分空間被直立式冷氣空調機使用，造成行走通道相當壅擠，因此後續購入的車型改裝至車頂提升走道空間。電源拖車DR2850型原本廁所及車勤服務區在1993年7月撤除，並改裝成乘務員室，同時增設座位以彌補車內座位不足的情況。
2001到2002年間，隆成發鐵工廠進行了一系列更新工程，因為車廂內裝逐漸老舊且不再適用。部分車廂的手動通道門改裝成觸控式開關自動門，同時座椅全面更新為灰色與紅色交錯的絨布，車內壁板和拱門也改成了黃白色，天花板則採用了黃白色的飾板。此外，行李架被換成了茶色玻璃行李架，並將上下車門的高度從原來的兩階改為一階，進行了多項內裝更新工作。2003年7月，由於尊龍火燒車事件，車輛安全門旁的四個座位被移除。2011年秦陽改造時，再次將DR2850型的手動通道門更新成觸控式門，同時座椅的絨布也重新改成深藍色或紫色。
DR2800型車設有單獨的駕駛室，駕駛室設於列車左側，有小格板區分駕駛室之空間，而駕駛室對側設有一組2人坐臥兩用椅，由於該座椅與一般乘客區有一隔板區隔，並且又可以看見列車前方景象，因此被俗稱為「天王座」，而這個座位一般常當作車掌室或隨車機務休息室使用，而DR2850型因無設置駕駛室，因此無「天王座」的座位區。

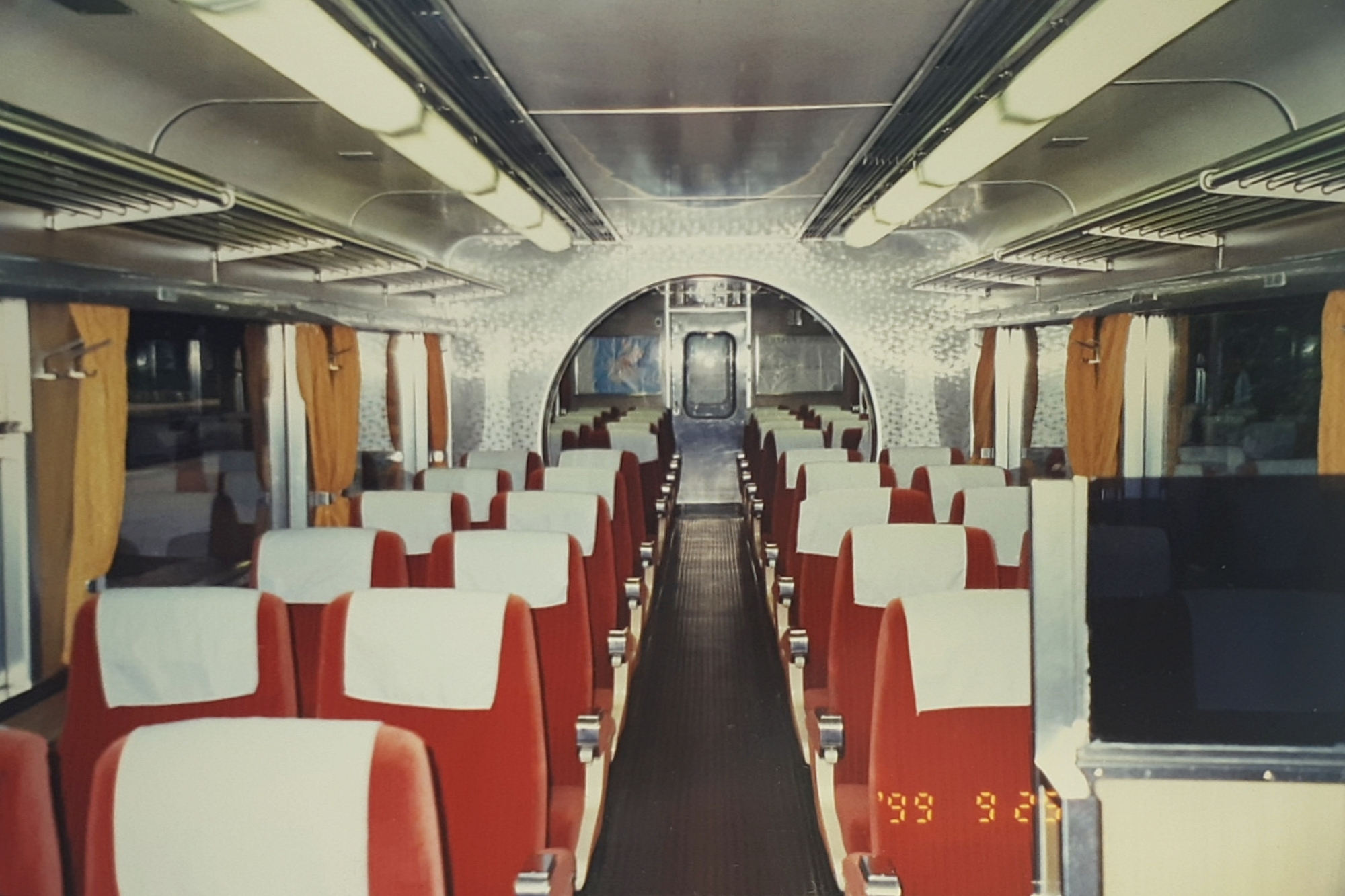
1999年，尚未更新的DR2800型柴聯車內裝
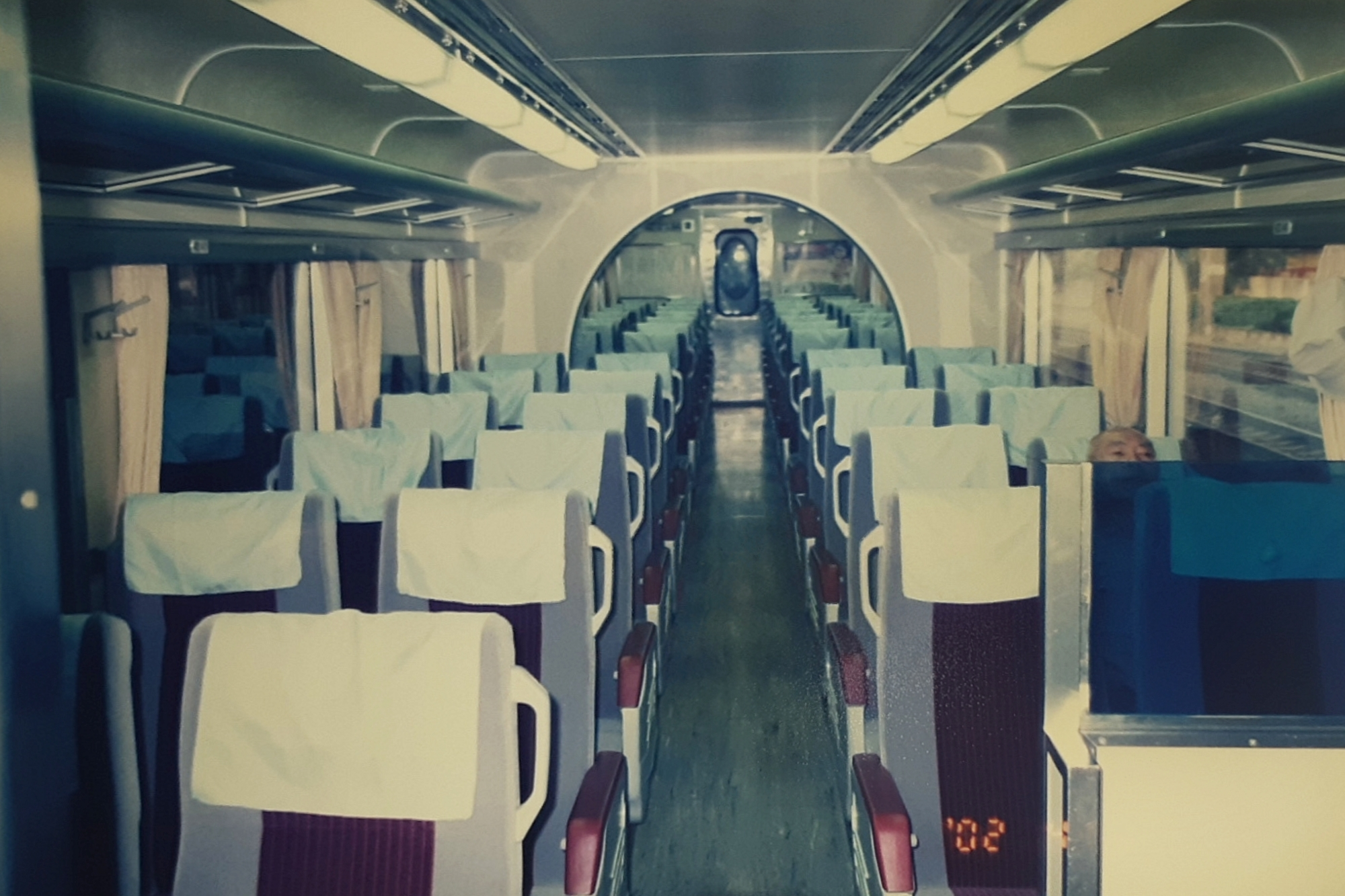
2002年，甫更新後的DR2800型柴聯車內裝
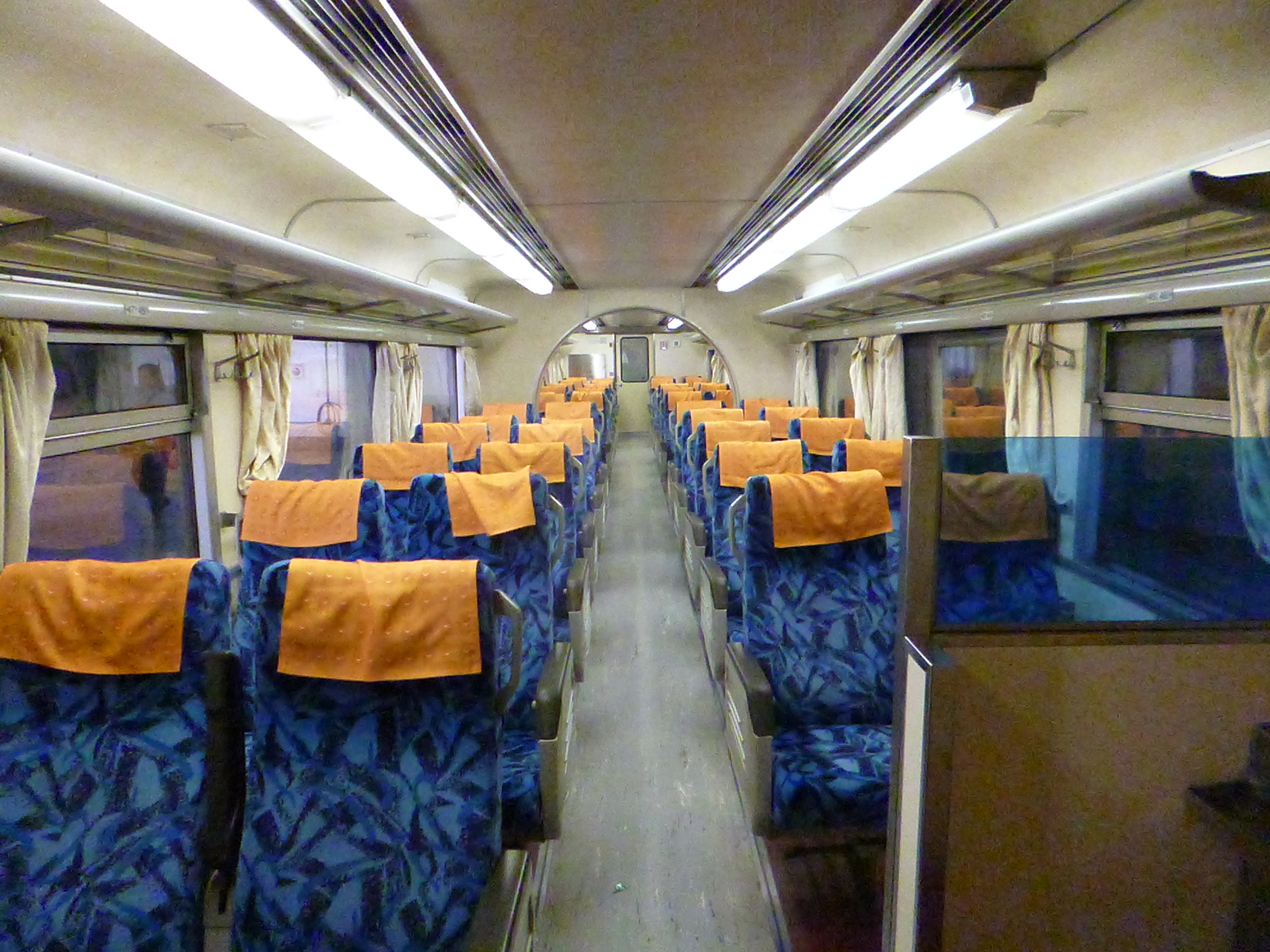
現行DR2800型柴聯車內裝
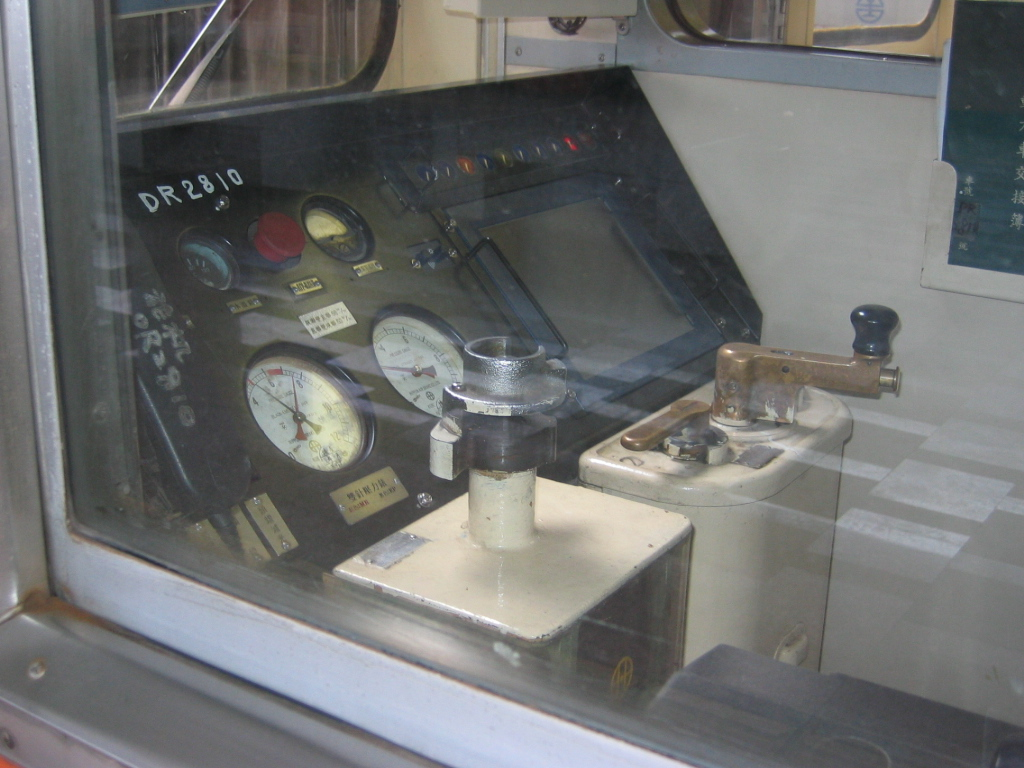
DR2800的駕駛臺
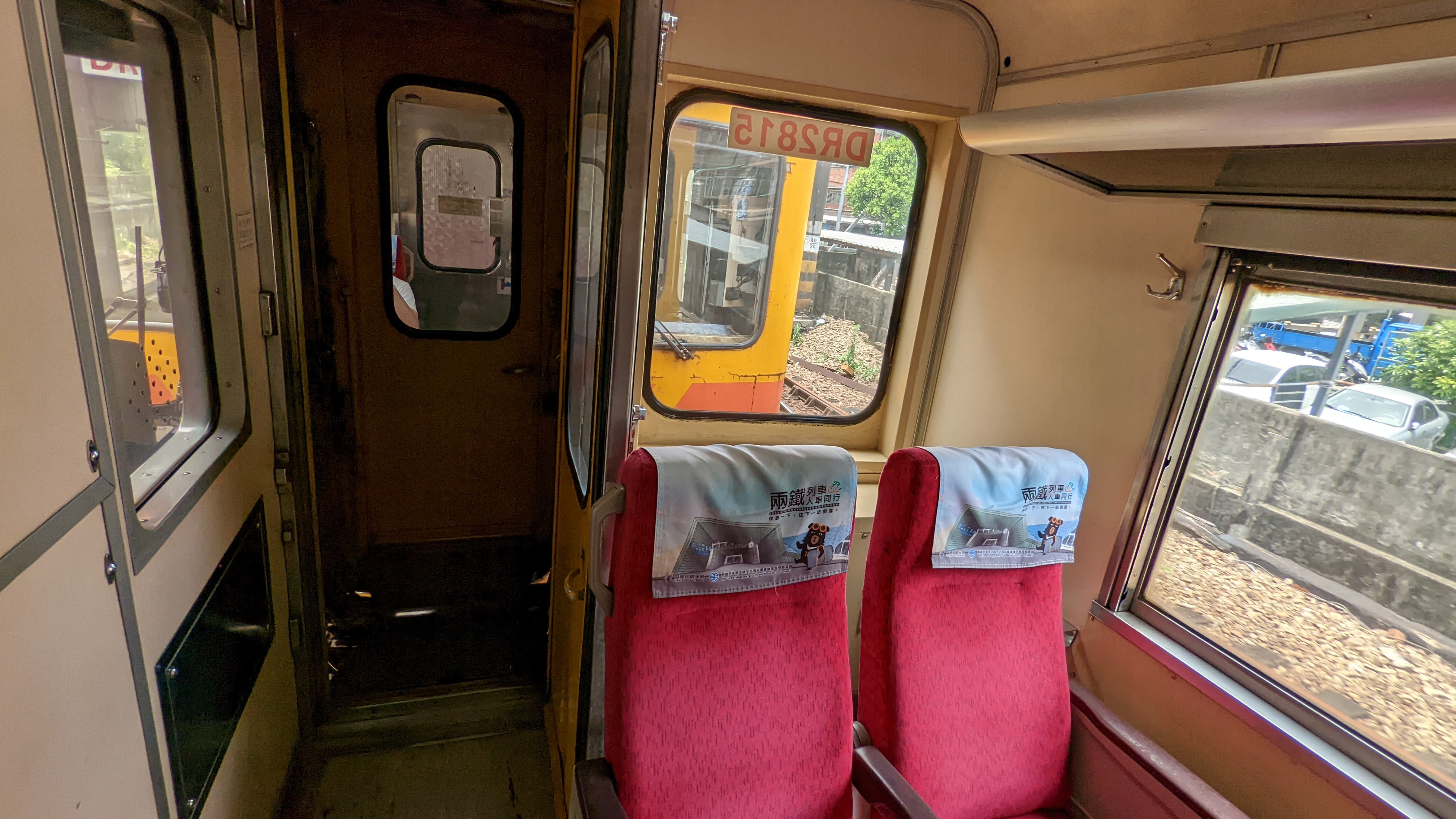
俗稱「天王座」的座位區

### 動力系統
DR2800型柴聯車最初搭載康明斯NT855-R4型柴油引擎，單組持續輸出功率為310 hp/2100 rpm，配備新潟鐵工所製造的DBSF110型液體變速機:105，可切換液聯位（低速檔）和直聯位（高速檔），列車最高速度達110公里:118。在2000年代動力用NT855-R4型引擎日漸老化，常導致動力不足和晚點，因此於2002至2003年間逐步更新為NTA855-R1型引擎，與當時新購的DR3100和DR1000型相同，提升單組持續輸出至350 hp/2350 rpm，以增強爬坡和加速性能。DR2850型的發電機引擎則因不影響動力而未作更改。由於NTA855-R1型引擎的零件可以提供給DR1000型使用，因此退役後將引擎拆卸作為維修備品。DR2800型的引擎冷卻器與DR2700型相同設置在車廂的車頂上方:118。冷卻風扇採用油壓馬達驅動，自動感測並且依照柴油引擎之迴轉數控制，使冷卻水的溫度保持於正常範圍內。
DR2800型的轉向架採用東急製造的直接式空氣彈簧轉向架，第一層懸吊為金屬彈簧，第二層懸吊為翼式軸箱。動力車使用TS-124型轉向架，無動力電源車則使用TS-125型轉向架。同時，DR2800型是臺鐵首次採用空氣彈簧轉向架的柴油客車:105。
DR2800型的制動系統採用日本NABCO製造的SMEE型電磁直通軔機，主控制採用H-5A型，並配合M型緊急閥作為輔助:115。H-5A型的主要功能包括列車分離、無人駕駛功能、ATS功能，以及在打開車長閥或司機執行緊急制動時，釋放緊急制動管內的壓力空氣，實現列車緊急制動。M緊急閥僅有鬆軔位與緊急緊軔位二個位置:120。
為了滿足操作需求並與其他車輛的自動制動器相容，臺鐵逐步將原本的M型緊急閥更換為功能更多的E型緊急閥。與後續引進的DR2900型不同的是，基礎制動器系統採用掛鉤式，而制動瓦材質則採用鑄鐵製造。

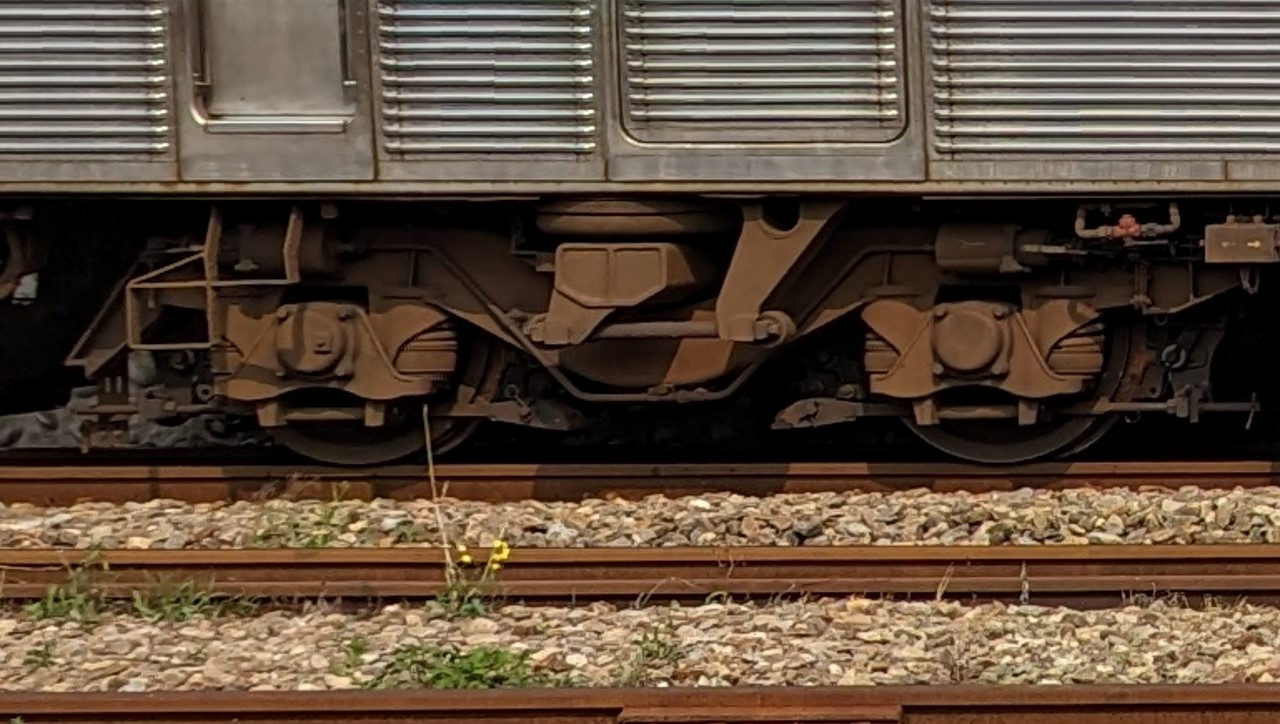
安裝於DR2800型的TS124型轉向架
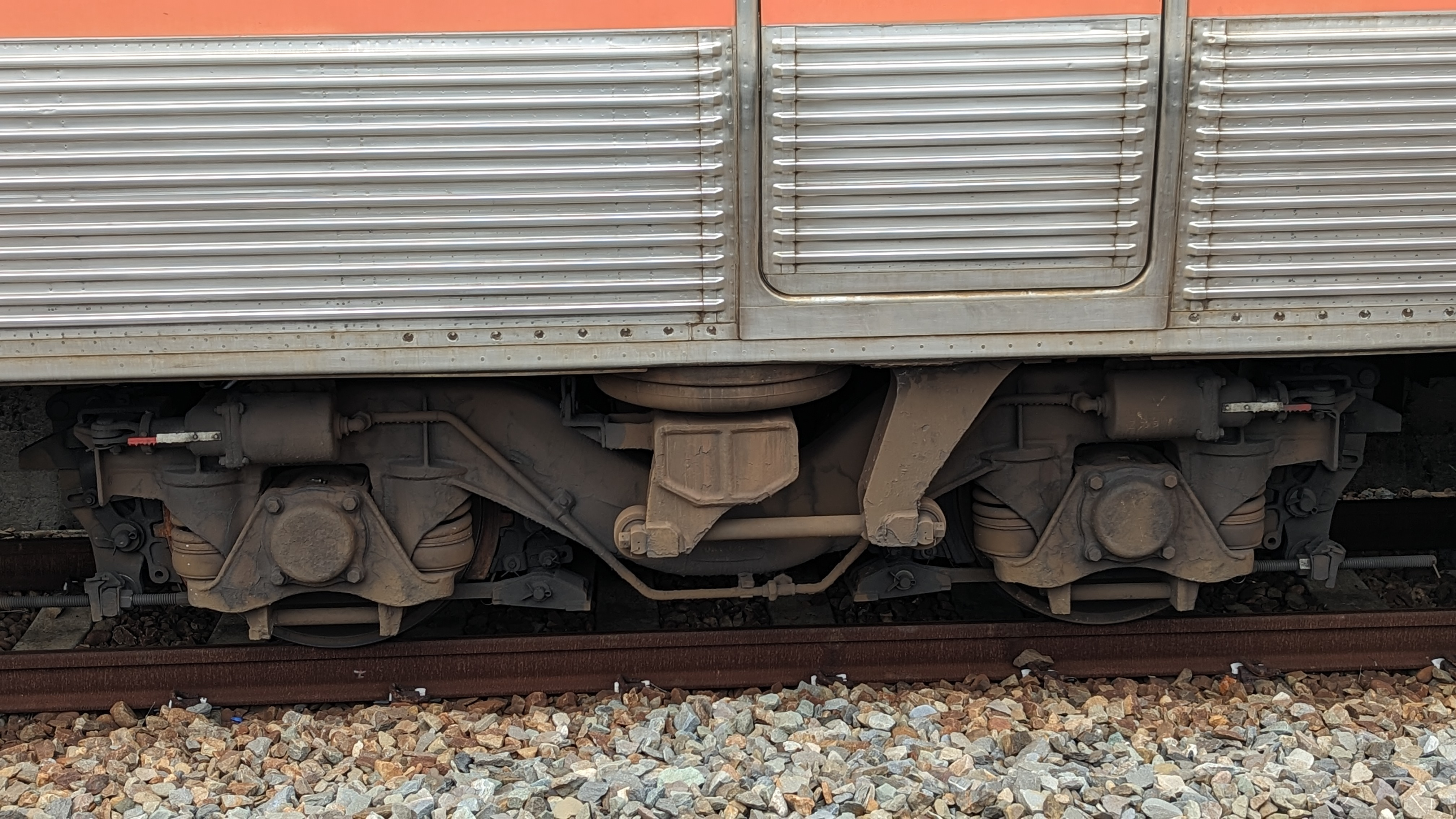
安裝於DR2850型的TS125型轉向架

### 發電設備

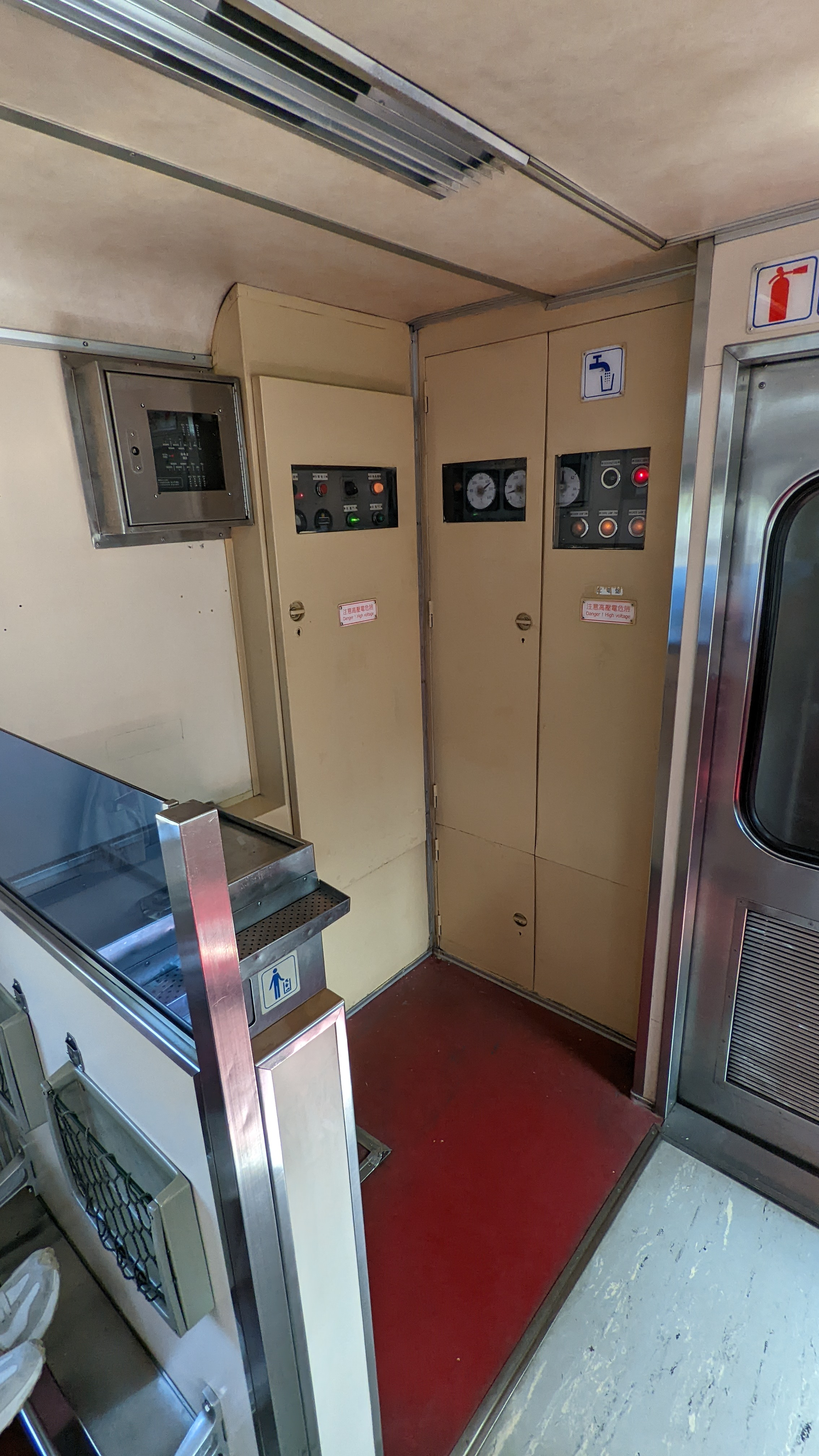
位於DR2850型電源車的柴油發電機控制配電盤與茶水服務區

列車所需使用的電力全數仰賴DR2850型電源拖車的發電機組進行供電，由康明斯NT855-R4型引擎驅動富士電機製造的3FC5314E-4Z型三相交流無碳刷發電機，引擎轉速則配合發電機發電需求固定在270 HP/1800 rpm，發出之電力以供應空調機使用440V三相交流電，日光燈與換氣風扇所使用的110V交流電以及控制電源與蓄電池充電所需的24V直流電，單組發電機至多可供應2個編組共6節車廂使用:115。由於NT855-R4型引擎以及3FC5314E-4Z型發電機與DR1000型和DR3100型的所使用的型號相同，因此退役後將其拆卸作為維修備品。

### 保安裝置
DR2800型的鐵路安全裝置最初配備了瑞典愛立信製自動列車警報裝置（AWS）以及自動列車停止裝置（ATS-SN和ATS-P）:174-183。1991年11月15日，臺鐵發生了造橋列車追撞事故，導致30人遇難、112人受傷，臺鐵開始計畫將舊版的AWS和ATS系統升級為新的ATP系統。臺鐵於2007年引入了龐巴迪製的列車自動保護系統（ATP），這個系統符合歐洲鐵路交通管理系統等級一的標準（包括ETCS）。但由於故障率偏高，許多司機員選擇關閉ATP，2007年發生大里車站追撞事故造成5人死亡、17人受傷，為了提高安全性，臺鐵在2009年推動「環島鐵路整體系統安全提升計畫」，並安裝了ATP遠端監視系統。

### 車輛型式與編組方式

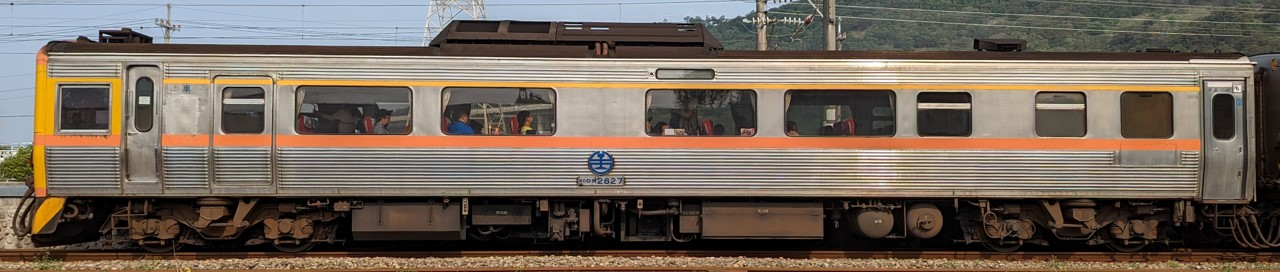
動力車40DR2800型
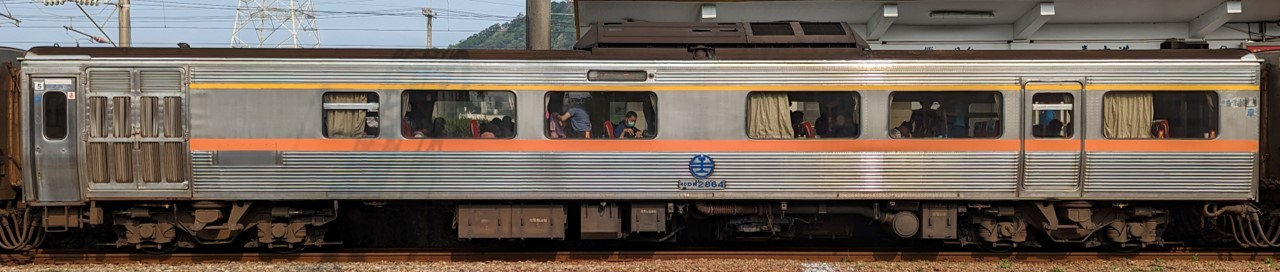
電源車40DR2850型

DR2800型一組固定為三輛編成一組，其中兩端為駕駛動力車，中間為電源拖車。通常情況下以3組9輛的方式運行，但在連續假期或特殊節日等高需求時，可能會以5組15輛的編組出現。車輛配置包括駕駛動力車DR2800型、電源拖車DR2850型以及駕駛動力車DR2800型:118。DR2800型採用了與後續引進的DR2900至DR3100型以及DR1000型列車相同的控制系統，因此可以進行不同形式柴聯車的總控運轉，最大可5組15輛重聯總控運轉。相對地，由於其控制系統與DR2700型不同，無法進行與之總控運轉的操作。
DR2800型
駕駛動力車，列車的車頂設置引擎冷卻器以及排氣管；車下設有廁所與機械室，一共30輛。車底設置油箱、電池與儀表箱、基本制軔系統的控制元件、空氣壓縮機、廁所用水箱、引擎用的空氣濾清器、排氣管消音器與變速油箱、接觸器開關等設備。DR2800型動力車原始設置48個座位:113，車廂經歷多次改造因此載客量是38位。
DR2850型
附有發電機之電源拖車，設有車長室，一共15輛。車頂與車底設備大致與DR2800型動力車相同，多了柴油發電機以及變壓器作為空調電力來源。DR2850型電源車原始配置42個座位:113，同樣歷經改造後的座位數是46位。
|          | DR2800 ←（逆行）方向（順行）方向→ |                 |                 |
| 車廂編號 | 1、4、7、10、13                   | 2、5、8、11、14 | 3、6、9、12、15 |
|          |                                   |                 |                 |
| 形式     | 40DR2800 (M)                      | 40DR2850 (T)    | 40DR2800 (M)    |
| 其他設備 | ,                                 |                 | ,               |
| 座位數   | 38位                              | 46位            | 38位            |

範例
- ：駕駛室、車長座位（1、3、4、6、7、9、10、12、13、15車）、車長及乘務員室（2、5、8、11、14車）
- ：廁所

參考資料：
- 動力車40DR2800型
- 電源車40DR2850型

## 改造車輛
2001到2002年間針對列車內裝進行更新改造，2011年將原本的手動門改裝成自動門，同時將原本壓克力終點顯示牌更新為LED顯示器，詳細改造介紹於前文有詳細介紹。在2016年開始的無階化改造計畫本型車曾於改造名單之中，其改造重點與自動門莒光號相同，但因應新城際列車之購置、南迴線電氣化及車齡較高等因素，故取消加入此計畫。

### 工程車改造
由於新採購的KE100型軌道檢車遲遲無法通過驗收，而1980年引進的EM80軌道檢查車已逾齡，臺鐵急需取代老舊的EM80型軌道檢查車。為此，臺鐵在2021年將檢修屆期的DR2819+DR2860+DR2820移撥工務處，隨後於2022年1月25日送往台灣車輛公司進行全面改造。
這次改造在2022年10月17日完成，車輛編號分別更改為工檢001、工檢002和工檢003，並分配到苗栗分隊的工務養護總隊。改造後的工檢001和工檢003動力車的端面門被填平，並在車下安裝了多種專用的軌道檢查設備，而工檢002電源拖車則配置了多個休息房間，提供工程人員休息，此項設計是臺鐵第一款附有宿營功能的工程車。
外觀上端面大多保留DR2800型原有樣式，頭尾燈的位置不變，而中間的貫通門則被填平，與駕駛室擋風玻璃等高的位置設有一片長方形固定窗戶，窗戶上方以及尾燈等高的位置個裝設一只軌道檢查用感測器，塗裝以黃色為基底，搭配與DR2800原始的「V」字型黃橘相間的警戒色，而橘色線條外尾燈附近則使用藍色梯形收尾下擺邊角。列車側面的圖色則與EM80型相同，窗戶下緣以上使用大片黃色，窗戶下緣一條橘色腰線，腰線中使用黑色文字標示車輛編號以及軌道檢查車的英文字樣，腰線下方則使用大片藍色覆蓋。

## 特殊塗裝
原住民族委員會自2014年起與臺灣鐵路管理局合作推出「部落心旅行─部落旅遊專列火車試辦計畫」，由於計畫推行非常成功，2016年至2017年間原住民族委員會更進一步將長年行駛於東部幹線的DR2800型柴油自強號列車進行彩繪，六節車廂以豐富多彩的色彩和具代表性的原住民圖案裝飾，推廣臺灣原住民族文化。

## 保存車輛
在2022年7月首批運用縮減而報廢送往大肚的第一批柴聯車中，DR2803、2814、2852因展示需求而在同年10月拉出。DR2814原先送到花蓮機廠，原計畫整理後保存在苗栗火車頭園區，但因展示計劃調整，最終於隔年10月3日返回大肚報廢。DR2803和2852則被至送潮州車輛基地，在報廢後轉交給資產開發中心，經修復後於潮州鐵道園區作為文創車廂保存。2023年因運用終止而停用的DR2818，由國家鐵道博物館收購，並於2025年4月19日由七堵機務段陸運至館內，預計日後將動態保存。DR2804則於2024年5月15日陸運至竹山消防署訓練中心作為救災訓練使用。
| 保存位置           | 車號           |
| ------------------ | -------------- |
| 潮州鐵道園區       | DR2803、DR2852 |
| 竹山消防署訓練中心 | DR2804         |
| 國家鐵道博物館     | DR2818         |
| 參考文獻：         |                |

## 外部連結
- （繁體中文）臺灣鐵路管理局-車種介紹 DR2800
- （繁體中文）Train Collection-臺鐵DR2800型自強號柴聯車 （页面存档备份，存于）
- （繁體中文）臺鐵DR2800型柴聯車座位配置圖 （页面存档备份，存于）(來源：臺鐵座位配置圖（页面存档备份，存于）相簿)